# Bolesław Pieńkowski
Bolesław Nikodem Pieńkowski (ur. 15 września 1874 w Pieńkach, zm. 2 sierpnia 1944 w Sosnowcu) – ksiądz katolicki, działacz społeczny, Honorowy Obywatel miasta Czeladzi.

## Życiorys
Bolesław Pieńkowski był synem Baltazara i Józefy z Mościckich. W 1899 roku został, za zgodą biskupa kieleckiego, mianowany wikariuszem w parafii św. Stanisława w Czeladzi. W 1904 roku stanął na czele komitetu budowy kościoła, według projektu warszawskiego architekta Hugona Kudery. Udało mu się pozyskać finanse i pomoc materiałową od czeladzkich kopalni „Saturn” i „Ernest-Michał” oraz innych miejscowych przedsiębiorstw. Był także aktywnym działaczem społecznym: zainicjował powstanie w Czeladzi straży ogniowej i został pierwszym prezesem jej zarządu, założył oddział Polskiej Macierzy Szkolnej oraz Towarzystwa Gimnastycznego „Sokół”. W kwietniu 1905 roku dzięki jego interwencji zapobieżono zamieszkom polsko-żydowskim w mieście.
Po śmierci w czerwcu 1908 roku dotychczasowego proboszcza, księdza Ludwika Sataleckiego, Bolesław Pieńkowski został tymczasowym administratorem parafii, jednak już w końcu sierpnia został przeniesiony do parafii św. Barbary w Sosnowcu. W 1913 roku wierni wystosowali pismo do kurii biskupiej, z prośbą o mianowanie go proboszczem, ale nie uzyskali zgody. Pomimo to pozostał związany z Czeladzią, w 1923 roku przekazał miastu grunty, z przeznaczeniem pod budowę polskiego gimnazjum. Następnie pełnił między innymi funkcję proboszcza w Siemoni.
W 1934 roku nadano imię księdza Pieńkowskiego jednej z czeladzkich ulic, zaś 12 stycznia 1938 roku rada miejska nadała mu tytuł Honorowego Obywatela miasta Czeladzi. Bolesław Pieńkowski zmarł w szpitalu w Sosnowcu 2 sierpnia 1944 roku i został pochowany na cmentarzu parafialnym w Siemoni. W 1994 roku w kościele św. Stanisława poświęcono tablicę pamiątkową ku czci księdza Pieńkowskiego.